# Facelina
Facelina is een geslacht van zeenaaktslakken (Nudibranchia) uit de familie van de ringsprietslakken (Facelinidae).

## Soorten
- Facelina annulata Macnae, 1954
- Facelina annulicornis (Chamisso & Eysenhardt, 1821)
- Facelina auriculata (Müller, 1776) – Slanke ringsprietslak
- Facelina bilineata Hirano & Ito, 1998
- Facelina bostoniensis (Couthouy, 1838) – Brede ringsprietslak
- Facelina carmelae Moro & Ortea, 2015
- Facelina coenda Er. Marcus, 1958
- Facelina dubia Pruvot-Fol, 1948
- Facelina fragilis (Risbec, 1928)
- Facelina fusca Schmekel, 1966
- Facelina goslingii A.E. Verrill, 1901
- Facelina hartleyi Burn, 1962
- Facelina lugubris (Bergh, 1882)
- Facelina newcombi (Angas, 1864)
- Facelina olivacea Macnae, 1954
- Facelina quadrilineata (Baba, 1930)
- Facelina quatrefagesi (Vayssière, 1888)
- Facelina rhodopos Yonow, 2000
- Facelina rubrovittata (A. Costa, 1866)
- Facelina rutila Pruvot-Fol, 1951
- Facelina schwobi (Labbé, 1923)
- Facelina vicina (Bergh, 1882)
- Facelina zhejiangensis Lin & You, 1990